# Ноздрин, Авенир Евстигнеевич
Авени́р Евстигне́евич Но́здрин (29 октября (10 ноября) 1862, Иваново-Вознесенск — 23 сентября 1938) — русский революционер из рабочих и поэт. Председатель Иваново-Вознесенского совета рабочих депутатов. Герой Труда (1921).

## Биография

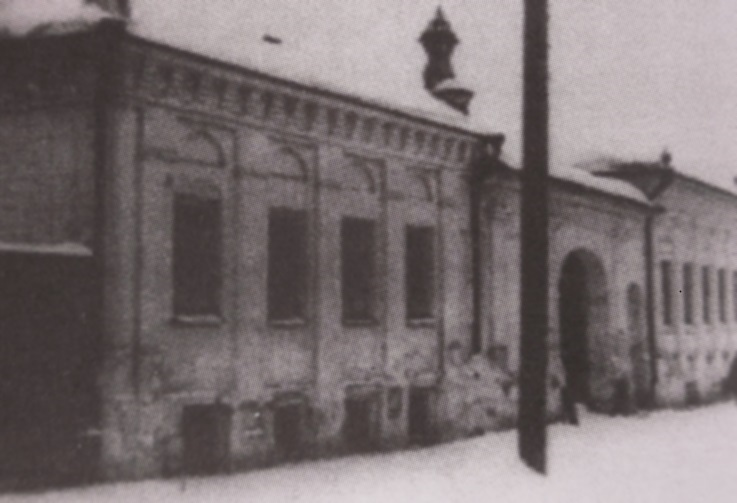
Дом Ноздриных (сейчас на этом месте стоит гостиница «Центральная»)

Родился в Вознесенском посаде (сейчас Иваново) в семье ярмарочного приказчика. Отец умер рано, многодетная семья жила в бедности.
Окончив земскую школу, устроился учеником гравёра на фабрику. Повзрослев и заинтересовавшись революционными идеями, вступил в народнический кружок и начал писать «крамольные» стихи, за что и попал под надзор полиции. В 1892 году Ноздрин с семьёй переехал в Петербург и устроился гравёром на текстильную фабрику. В это время продолжает интересоваться поэзией, например, участвует в рукописном журнале «Первые проблески». В 1895 году Ноздрин встретился после переписки с Валерием Брюсовым, высоко оценившим его творчество. В архиве Брюсова с тех пор хранятся 213 стихотворений ивановского поэта и рукопись сборника «Поэма природы». Осенью 1896 года Ноздрин вернулся в Иваново-Вознесенск и продолжил вести пропаганду среди рабочих. В конце 1890-х годов Авенир Евстигнеевич женился на Наталье Максимовне Крестовой, дочери мещанина.
15 мая 1905 года в ходе Иваново-Вознесенских стачек избирается от Общества взаимопомощи фабричных гравёров председателем Совета рабочих депутатов, где работает вместе с известными ивановскими революционерами и занимается обеспечением участников стачек продовольствием. После ликвидации совета живёт в Москве, Рыбинске, Ярославле и продолжает писать стихи. В ноябре этого же года черносотенцы устроили погром в его квартире. В 1907 году пребывал в ссылке в Олонецкой губернии. После возвращения в родной город устраивался на работу в журналы конторщиком и техником.
После 1917 года работает в газете «Рабочий край», выходит в свет сборник стихов «Зелёный шум». Получает звание «Героя труда» и становится членом правления МОПРа, одним из инициаторов строительства в Иванове интердома. В 1930-х годах Ноздрин стал членом Союза писателей СССР, продолжают выходить сборники стихов.
В 1938 году 75-летний Авенир Евстигнеевич Ноздрин был арестован по навету и погиб, находясь под следствием.
Реабилитирован. В 1985 году перезахоронен на Кладбище старых большевиков в Иваново.

## Творчество
Печататься начал в 90-х годах XIX века. Ноздрин пишет о природе, а потом раскрывает тягости рабочей жизни, революционную борьбу («Накануне Мая», «Забастовка», «На другой день забастовки», «На митинге», «Наша Талка», цикл «Звон кандальный» отражает эмоции революционера под преследованием властей). После революции пишёт о свободном труде, социализме. При жизни поэта вышли сборники:
- «Поэма природы»
- «Зелёный шум»
- «Старый парус» (1927)
- «Избранные стихотворения» (1935)

## Память

Бюст в мемориале «Красная Талка»

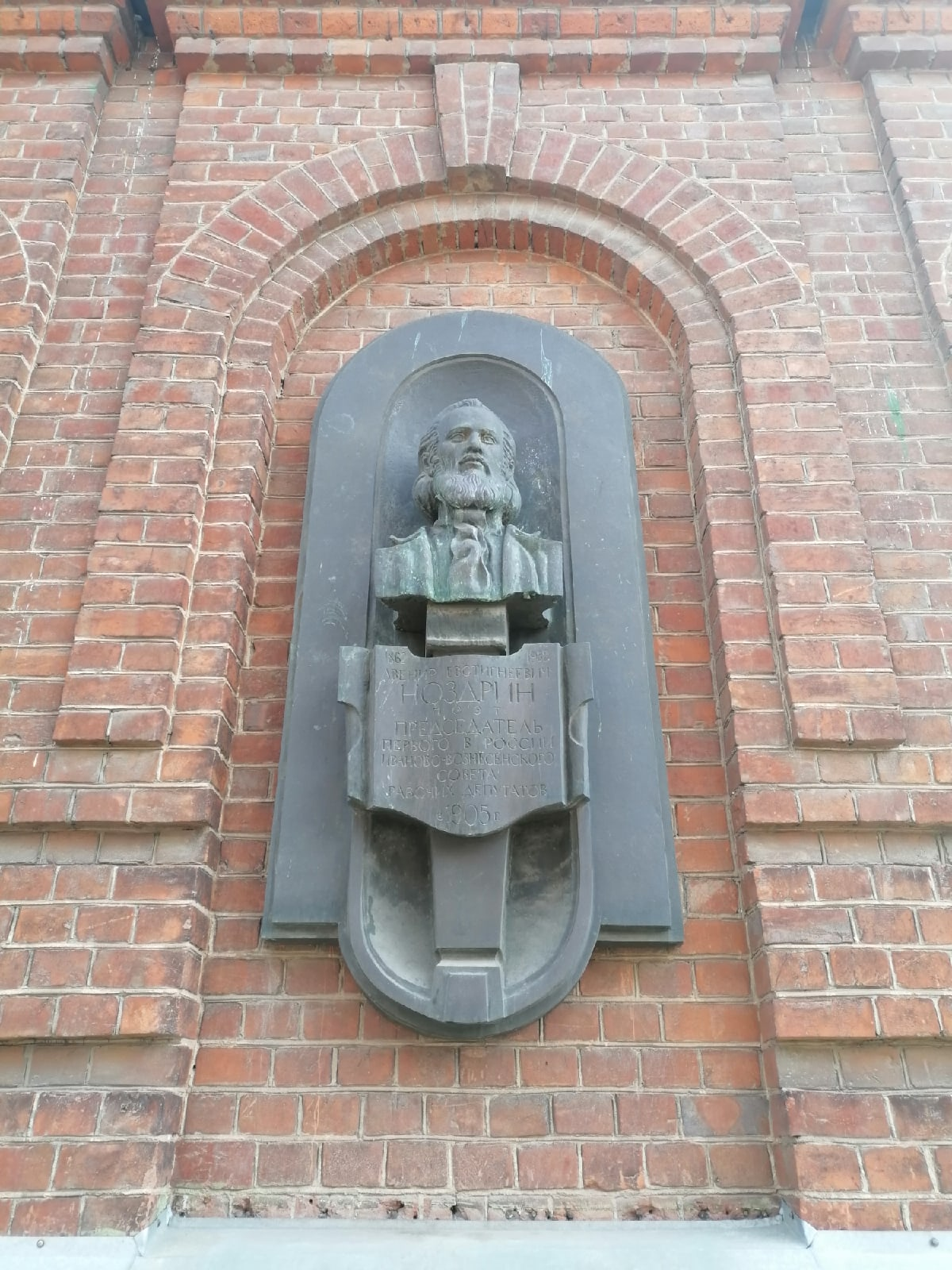
Иваново. Мемориальная доска, установленная на здании Музея первого Совета

В честь Ноздрина в Иванове была названа улица, на здании Музея первого Совета установлена мемориальная доска, в мемориале Красная Талка установлен гранитный бюст.